# С-51 (подводная лодка)
С-51 — советская дизель-электрическая торпедная подводная лодка серии IX-бис, типа С — «Средняя», времён Второй мировой войны.
Лодка была заложена в апреле 1937 года в Ленинграде на заводе № 189 «Балтийский завод» под стапельным номером 284. В виде секций была перевезена во Владивосток и достроена на заводе № 202 «Дальзавод». Спущена на воду 30 августа 1940 года, была зачислена в состав Тихоокеанского флота 30 ноября 1941 года, была сдана в эксплуатацию 16 декабря 1941 года.

## История службы
Зимой 1941/42 года C-51 под командованием капитана 3-го ранга Ивана Фомича Кучеренко прошла курс боевой подготовки. С 6 июня по 6 июля 1942 года лодка совершила дальний поход в Японское море с целью разведки коммуникаций. 6 октября 1942 года С-51 в группе из четырёх «эсок» отправилась в переход на Северный флот. Через 110 суток, 24 января 1943 года С-51, единственная из субмарин группы воздержавшаяся от промежуточной остановки в Англии, первой прибыла в Кольский залив. Лодка отличалась от других тем, что носовые сетепрорезающие пилы на ней к середине войны были демонтированы.

### Боевые походы
- 9 мая — 22 мая 1943;
- 16 июня — 30 июня 1943;
- 27 июля — 2 августа 1943;
- 30 августа — 10 сентября 1943;
- 16 марта — 3 апреля 1944: С-51 вышла в поход с целью перехвата «Тирпица», однако линкор остался на базе;
- 17 августа — 2 сентября 1944;
- 24 сентября — 13 октября 1944.

### Послевоенная служба
С сентября 1945 года несла службу на советской военно-морской базе в Порт-Артуре в составе 11-го дивизиона 4-й бригады ПЛ.
Находилась в строю до 1954 года. Затем ещё в течение почти 20 лет служила кабинетом боевой подготовки, учебно-тренировочной станцией. В 1970 году вытащена на берег. В 1972 году исключена из состава флота, с 1973 года рубка и часть лёгкого корпуса установлены как памятник в Гремихе.

## Награды
- 5 ноября 1944 года —  Орден Красного Знамени — награждена указом Президиума Верховного Совета СССР от 5 ноября 1944 года за образцовое выполнение боевых заданий командования на фронте борьбы с немецкими захватчиками и проявленные при этом доблесть и мужество.

## Командиры
- Азаров В. С., 1938—1940[1]
- Братишко Д. К., 1940
- Кучеренко И. Ф., 1941—1944
- Колосов К. М., 1944 — ?
- Герасимов, ? — 1949
- Малышев, 1950
- Евсеев И. А., 1951 — ?

## В кинематографе
- Документальный фильм Сергей Брилёва «Тайна трех океанов» (2014)[2].